# Siksjötjärnarna
Siksjötjärnarna är en sjö i Ljusdals kommun i Hälsingland och ingår i Delångersåns huvudavrinningsområde. Sjön har en area på 0,0635 kvadratkilometer och ligger 319,2 meter över havet.

## Delavrinningsområde
Siksjötjärnarna ingår i det delavrinningsområde (690158-151621) som SMHI kallar för Mynnar i Siksjön. Medelhöjden är 367 meter över havet och ytan är 3,84 kvadratkilometer. Räknas de 2 avrinningsområdena uppströms in blir den ackumulerade arean 10,17 kvadratkilometer. Vattendraget som avvattnar avrinningsområdet har biflödesordning 2, vilket innebär att vattnet flödar genom totalt 2 vattendrag innan det når havet efter 125 kilometer. Avrinningsområdet består mestadels av skog (98 procent). Avrinningsområdet har 0,06 kvadratkilometer vattenytor vilket ger det en sjöprocent på 1,7 procent.